# Bekithemba Ndlovu
Bekithemba Ndlovu (ur. 9 sierpnia 1976 w Bulawayo) – zimbabwejski piłkarz grający na pozycji obrońcy.

## Kariera klubowa
Karierę piłkarską Ndlovu rozpoczął w klubie Highlanders FC. W 1996 roku zadebiutował w jego barwach w zimbabwejskiej Premier League. W klubie tym występował do 2004 roku. W barwach Highlanders czterokrotnie wywalczył mistrzostwo Zimbabwe w latach 1999, 2000, 2001 i 2002, jeden raz zdobył Puchar Zimbabwe w 2001 roku, dwukrotnie Puchar Niepodległości Zimbabwe w latach 2001 i 2002 oraz jeden raz Tarczę Dobroczynności.
W 2004 roku Ndlovu przeszedł do południowoafrykańskiej Moroki Swallows. W 2005 roku odszedł do zespołu Silver Stars, który 2 lata później zmienił nazwę na Platinum Stars. W 2007 roku wywalczył wicemistrzostwo Premier Soccer League. Następnie grał w ojczyźnie w Bantu Rovers FC (2009), Gunners FC (2010) i Highlanders FC (2011), w którym zakończył karierę.

## Kariera reprezentacyjna
W reprezentacji Zimbabwe Ndlovu zadebiutował w 2000 roku. W 2004 roku zagrał w jednym meczu Pucharu Narodów Afryki 2004, z Algierią (2:1). W 2006 roku w Pucharze Narodów Afryki 2006 także wystąpił w jednym spotkaniu, z Nigerią (0:2). Od 2000 do 2006 roku rozegrał 21 meczów i strzelił 1 gola.